# Municipio de Huron (Iowa)
Huron Township es un municipio del condado de Des Moines, Iowa, Estados Unidos. Según el censo de 2020, tiene una población de 428 habitantes.
Es una subdivisión exclusivamente geográfica, por cuanto el estado de Iowa no utiliza la herramienta de los townships como Gobiernos municipales.

## Geografía
Está ubicado en las coordenadas 41°1′46″N 91°1′18″O / 41.02944, -91.02167. Según la Oficina del Censo de los Estados Unidos, tiene una superficie total de 127.20 km², de la cual 118.67 km² corresponden a tierra firme y 8.53 km² son agua.

## Demografía
Según el censo de 2020, hay 428 personas residiendo en la zona. La densidad de población es de 3.61 hab./km². El 92.76 % de los habitantes son blancos, el 1.17 % son afroamericanos, el 0.47 % son asiáticos, el 1.17 % son de otras razas y el 4.44 % son de una mezcla de razas. Del total de la población, el 1.64 % son hispanos o latinos de cualquier raza.